# Gustave Saacké
Gustave Saacké (20 de agosto de 1884 – 18 de abril de 1975) fue un arquitecto francés. En Los Ángeles 1932 ganó la medalla de oro en los concursos de arte de los Juegos Olímpicos de Verano junto con Pierre Bailly y Pierre Montenot por su diseño "Toros Cirque pour" ("Circo para corridas de toros"). En los años 1930 participó en varios proyectos arquitectónicos en Venezuela, incluyendo el Museo de Antropología e Historia de Maracay.